# Vaihinger Maientag

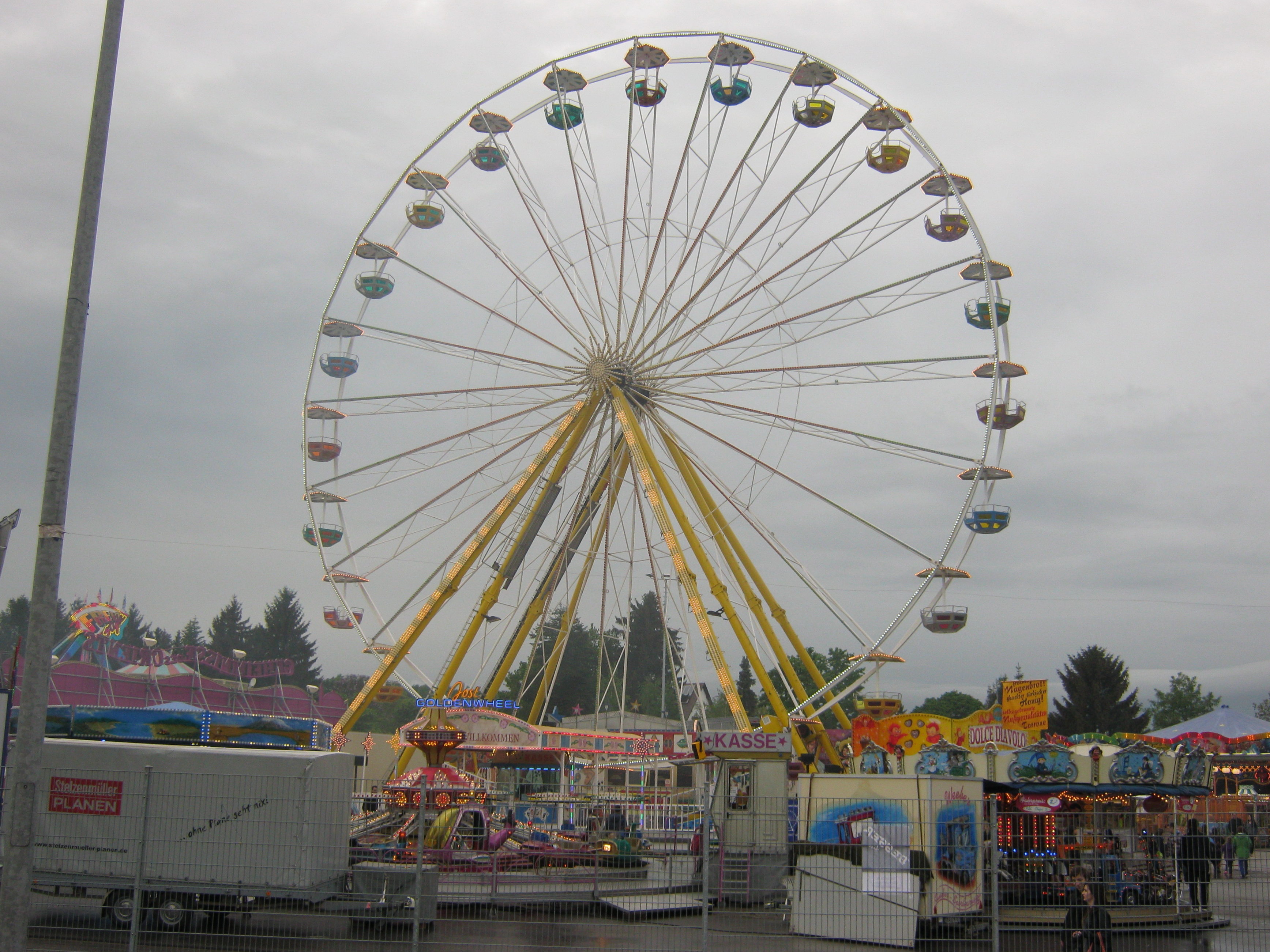
Riesenrad auf dem Vaihinger Maientag 2013

Vaihinger Maientag

Vaihinger Maientag

Vaihinger Maientag

Der Vaihinger Maientag  wird jährlich am Pfingstmontag in Vaihingen an der Enz gefeiert. Das Volksfest zählt zu den ältesten Kinder- und Heimatfesten in Baden-Württemberg. Erste urkundliche Erwähnungen eines Vaihinger Kinderfestes und Kinderumzugs an diesem Tag finden sich 1687 und 1706.

## Ablauf
Nach der Entstehung bzw. der Tradition nach dauert der Maientag eigentlich nur von Montag bis Dienstag, doch der Rummelplatz hat schon ab Samstagabend geöffnet. An diesem Tag findet auch die Maientagsweinprobe statt, bei der sich die lokalen Weinbaubetriebe und Genossenschaften präsentieren.
Am alljährlichen Maientagsumzug nehmen die ortsansässigen Vereine sowie verschiedene Schulen und andere Einrichtungen teil. Er beginnt mit einem Nachstellen der Stiftungszeremonie und einer Rede des Oberbürgermeisters und eines Gastes morgens auf dem Marktplatz. Besonderheit des Umzugs ist, dass in seiner Mitte ein gemeinsamer Kirchenbesuch in der evangelischen Stadtkirche eingeschaltet ist. Dies gilt als einmalig. Seit einigen Jahren wird der Umzug am Marktplatz moderiert.
Am Ende des Umzugs steht in alter Tradition die Rondellfeier  in einem von Kastanienbäumen gesäumten kleinen Kessel in der Talaue an der Enz.  Kern der Rondellfeier sind Flößerlied und Flößertanz (aus dem 20. Jahrhundert) der Achtklässlerinnen und Achtklässler der Vaihinger Stadtschulen (Haupt-, Realschule, Gymnasien). Ein weiterer traditioneller Programmpunkt ist das Maientagsgedicht („D’zit isch do…“), vorgetragen von Grundschülern der Klassenstufe 2. Den Festvortrag der Primaner zum alljährlich wechselnden Motto des Maientages zu halten, ist auch heute noch eine große Ehre für Gymnasiasten der Klassenstufe 11. Im Lauf nach dem Maien treten die Drittklässlerinnen und Drittklässler der Vaihinger Grundschulen gegeneinander an – einer der ältesten Bestandteile des Festes. Die Kinder erhalten traditionell (das früher wertvolle) Schreibpapier als Preis. Der Maientag endet am Dienstagabend mit dem Feuerwerk und dem nächtlichen Absingen  von Volksliedern auf dem Marktplatz.
Als prominente Gäste waren bislang beispielsweise Günther Oettinger (Ministerpräsident von Baden-Württemberg a. D.) und Uwe Skrzypek (Oberbürgermeister von Vaihingen a.d.Enz) zugegen.